# Lugano Seagulls
I Lugano Seagulls sono stati una squadra svizzera di football americano di Lugano; fondati nel 1982, hanno chiuso nel 1994.
Prima che in Svizzera si formasse un campionato nazionale di football americano hanno partecipato alla serie B del campionato italiano.
Hanno vinto il Veronica Bowl (1985) che, all'epoca, era una sorta di titolo europeo.
Hanno vinto il primo Swiss Bowl (1986).

## Dettaglio stagioni

### Tackle football

#### Tornei nazionali

##### Campionato

###### Lega Nazionale B
| Stagione | regular season | regular season | regular season | regular season | regular season | regular season | playoff | playoff | playoff | playoff | playoff | playoff   | playoff    |
|          | Vin            | Par            | Per            | Tot            | PF             | PS             | Vin     | Per     | Tot     | PF      | PS      | risultato | avversaria |
| -------- | -------------- | -------------- | -------------- | -------------- | -------------- | -------------- | ------- | ------- | ------- | ------- | ------- | --------- | ---------- |
| 1992     | 4              | 0              | 4              | 8              | 176            | 118            | -       | -       | -       | -       | -       | -         | -          |
| Totale   | 4              | 0              | 4              | 8              | 176            | 118            | -       | -       | -       | -       | -       |           |            |

Fonti: Enciclopedia del Football - A cura di Roberto Mezzetti; Sito storico SAFV

###### Serie B AIFA
| Stagione | regular season | regular season | regular season | regular season | regular season | regular season | playoff | playoff | playoff | playoff | playoff | playoff   | playoff    |
|          | Vin            | Par            | Per            | Tot            | PF             | PS             | Vin     | Per     | Tot     | PF      | PS      | risultato | avversaria |
| -------- | -------------- | -------------- | -------------- | -------------- | -------------- | -------------- | ------- | ------- | ------- | ------- | ------- | --------- | ---------- |
| 1984     | 4              | 1              | 5              | 10             | 123            | 191            | -       | -       | -       | -       | -       | -         | -          |
| Totale   | 4              | 1              | 5              | 10             | 123            | 191            | -       | -       | -       | -       | -       |           |            |

Fonti: Enciclopedia del Football - A cura di Roberto Mezzetti; Sito storico SAFV

## Palmarès
- 1 Veronica Bowl (1985)
- 1 Swissbowl (1986)